# 桜川ぴん助・美代鶴
桜川 ぴん助・美代鶴（さくらがわ ぴんすけ・みよつる）は戦前から戦後にかけて活躍した漫才（夫婦漫才）コンビ。1937年コンビ結成。1980年にぴん助病気に伴いコンビ解消。
主に東京中心に活躍。戦時中は新興キネマ演芸部に所属し大阪にも出向いていた。漫才コンビとしては、落語芸術協会所属であった。
大阪の演芸番組和朗亭で、かっぽれを社中で踊っている映像が残っている。
実の娘が芸と名跡を受け継ぎ2代目桜川ぴん助の名で活動している。

## メンバー
- 初代 桜川 ぴん助（本名：長田兼太郎、1897年1月9日[1] - 1987年7月15日）

横浜の材木商の生まれ。1922年にかっぽれの名手・豊年斎梅坊主（後の豊年斎太平坊）の弟子となる。後に名古屋で幇間に転じ、1937年より妻の美代鶴と組み漫才師となる。
漫才師としての活動の傍ら、幇間芸・かっぽれの継承者として自宅を稽古場にし後世に芸を伝えた。
1980年に倒れ半身不随になる。
- 桜川 美代鶴（本名：長田高子、1913年6月5日[3] - 没年不詳）

ぴん助の妻。芸者の出身で三味線が堪能であった。